# Cristina Trivulzio Belgiojoso

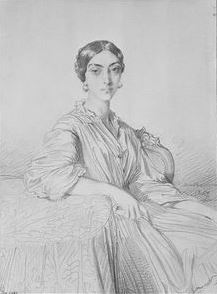
Retrato de princess Christine de Belgiojoso por Théodore Chassériau (Petit Palais, musée des Beaux-arts de la Ville de Paris)

Cristina Trivulzio di Belgiojoso (pronunciación italiana: [kriˈstiːna triˈvultsjo beldʒoˈjoːzo]; 28 de junio de 1808, Lombardía, Italia – 5 de julio de 1871, cerca de Milán) fue una aristócrata italiana que jugó un papel predominante en la lucha por la independencia italiana. Fue también una notable escritora y periodista.

## Vida
Cristina Trivulzio era hija de Gian Giacomo Trivulzio y Vittoria dei Marchesi Gherardini (miembro de la familia Gherardini). Su padre murió al poco tiempo de su nacimiento y su madre se volvió a casar con Alessandro Visconti d' Aragona; tuvo un hermanastro y tres hermanastras a través de este segundo matrimonio. Según ella misma "fui una niña melancólica, seria, introvertida, silenciosa, tan tímida que a veces lloraba en el salón de mi madre porque me daba cuenta de que era vista o que me querían hablar".
Se casó a los 16 años, en la Iglesia de San Fedele en Milán el 24 de septiembre de 1824. Fue considerada la heredera más rica de Italia, con una fortuna de 400.000 francos. Su liberal marido, el príncipe Emilio Barbiano di Belgioioso, propuso la separación tiempo después. No se divorciaron y permanecieron en buenos términos durante el trascurso de sus vidas.
Se unió a los revolucionarios de Mazzinian por medio de su maestra de arte Ernesta Bisi y su padrastro Marquis Alessandro Visconti d'Aragona. Esto levantó sospechas por parte de las autoridades austriacas y tuvo que huir a Francia. Su marido le envió dinero para que comprase un departamento cerca de la Madeleine, aunque vivió en una relativa pobreza.

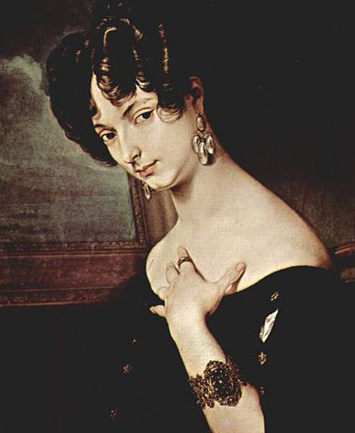
Cristina Trivulzio Belgiojoso, por Francesco Hayez (1832).

Finalmente recibió más dinero, por lo que se mudó a una nueva casa y formó un salón literario. Durante los años 1830 y 1840 su Salón parisino se convirtió en sitio de reunión para revolucionarios italianos como Vincenzo Gioberti, Niccolò Tommaseo, y Camillo Cavour. También mantuvo una estrecha relación con intelectuales artísticos, incluyendo a Alexis de Tocqueville, Honoré de Balzac, Alfred de Musset, Victor Hugo, Heinrich Heine, y Franz Liszt. Otros de sus conocidos fueron los historiadores Augustin Thierry y Francois Mignet quienes jugarían un papel importante en su vida. En su salón se dirimió el gran duelo del 31 de marzo de 1837 entre Liszt y Sigismond Thalberg para determinar quién era el mejor pianista.  Belgiojoso  determinó que, "Thalberg es el mejor pianista, pero  hay un sólo Liszt."
En 1838, tuvo su primera hija, Mary.  El padre biológico no fue ciertamente su exmarido, se ha especulado con que pudo haber sido su amigo Francois Mignet o su secretario personal Bolognini.
En 1848 durante las revoluciones italianas,  organizó y financió una tropa de soldados que lucharon en la alzamiento de Milán contra los austríacos por la independencia de Italia. Luego de que la insurrección falló,  regresó a París y publicó artículos en la influyente revista Revue des Deux Mondes describiendo la lucha en Italia.
En 1849, regresó a Italia para apoyar a la República Romana formada en los Estados Papales por Mazzini y otros. Se convirtió en directora de un hospital durante su breve vida de la república hasta que la misma fue suprimida por las tropas francesas.
Cristina huyó, acompañada por su hija, primero a Malta y luego a Constantinopla, desde donde  publicó una nota sobre la república y su caída en la revista francesa Le Nacional en 1850. Compró tierras en el remoto territorio de Ciaq-Maq-Oglou y luego viajó a Siria, Líbano y Palestina. Cristina publicó notas acerca de sus experiencias en el Oriente y las condiciones particulares que vivían las mujeres allí. Publicó De la condición de las mujeres y de su futuro  (1866) en donde argumenta contra la privación de la educación y como las mujeres deben aceptar las condiciones opresivas en las que viven.
Vivió su exilio en Turquía por ocho años antes de regresar a Italia en 1856 y trabajó con el estadista Camillo Benso Cavour para la unificación italiana que fue conseguida en 1861.
En 1858 su exmarido, Emilio —todavía legalmente su cónyuge—murió. Años más tarde pudo finalmente legitimar a su hija, Mary.
Sus últimos años los pasó entre Milán y el Lago Como en compañía de su hija, su yerno, Marquis Ludovico,  la institutriz inglesa Miss Parker, y su criado turco, un esclavo liberado. Durante ese período siguió escribiendo hasta su muerte a los 63 años.

## Trabajos
- Essai ASur la Formación du Dogme Catholique, 1842 (Ensayo en la formación de Dogma católico)
- L'Italie e la Revolución Italienne de 1848,  1849 (Italia y la Revolución italiana de 1848)
- Souvenirs dans l'exil, 1850 (Memorias en el exilio)
- Recits turques, 1856 a 1858 (Cuentos turcos)
- Asie Mineure et Syrie, 1858 (Asia menor y Siria)
- Scènes de la Vie Turque, 1858 (Escenas de la vida turca)
- Della Condizione Delle Donne e del Loro Avvenire, 1866 (De la condición de las mujeres y su futuro)
- Osservazioni sullo stato del l'Italia e del suo avvenire,  1868 (Observaciones sobre el estado de Italia y su futuro)
- Sulla moderna politica internazionale, 1869 (Sobre Política Internacional Moderna)